# Whitehall Building
Das Whitehall Building ist ein dreiteiliger Hochhaus-Komplex in Lower Manhattan, New York City, USA. Der Komplex wurde in drei Bauphasen errichtet und beherbergt Wohnungen und Büros.

## Beschreibung
Der Whitehall-Building-Komplex befindet sich an der Südspitze von Manhattan zwischen der West Street und der Washington Street direkt am Battery Park.
Das erste ursprüngliche 20-stöckige und 78,9 Meter (259 Fuß) hohe Whitehall Building wurde von dem Architekten Henry Janeway Hardenbergh im Stil der Neorenaissance als Bürogebäude entworfen. Die Bauzeit war von 1902 bis 1904. Seinen Namen erhielt es nach Peter Stuyvesants Wohnhaus „White Hall“, das sich im 17. Jahrhundert in dieser Gegend befand. 1999 wurde das Hochhaus in ein Wohngebäude umgewandelt.
Auf Grund des Erfolges wurde von 1908 bis 1910 an der nördlichen Seite an der West Street der größere Anbau „Whitehall Building Annex“ ebenfalls im Stil der Neorenaissance von Clinton & Russell errichtet. Dieses Architekturbüro entwarf später unter anderem auch das American International Building. Die Erweiterung ist 129,2 Meter (424 Fuß) hoch und hat 31 Etagen. Auftraggeber beider Bauwerke war George A. Fuller. Zum Zeitpunkt ihrer Fertigstellung war die gesamte Anlage mit 4786 m² Nutzfläche das größte Bürogebäude in New York City. Dieser Erweiterungsbau wurde 1999 ebenfalls zu einem Wohngebäude umgestaltet.
1972 folgte nach einer dritten Bauphase mit 17 Battery Place North die Eröffnung eines Erweiterungsbaus im Internationalen Stil an der Washington Street. Das Hochhaus ist 82,6 m (271 Fuß) hoch und hat 22 Etagen. Ausführender Architekt war hier Morris Lapidus. In diesem Gebäude mit der Adresse „2 Washington Street“ sind Büros untergebracht.

## Denkmalschutz

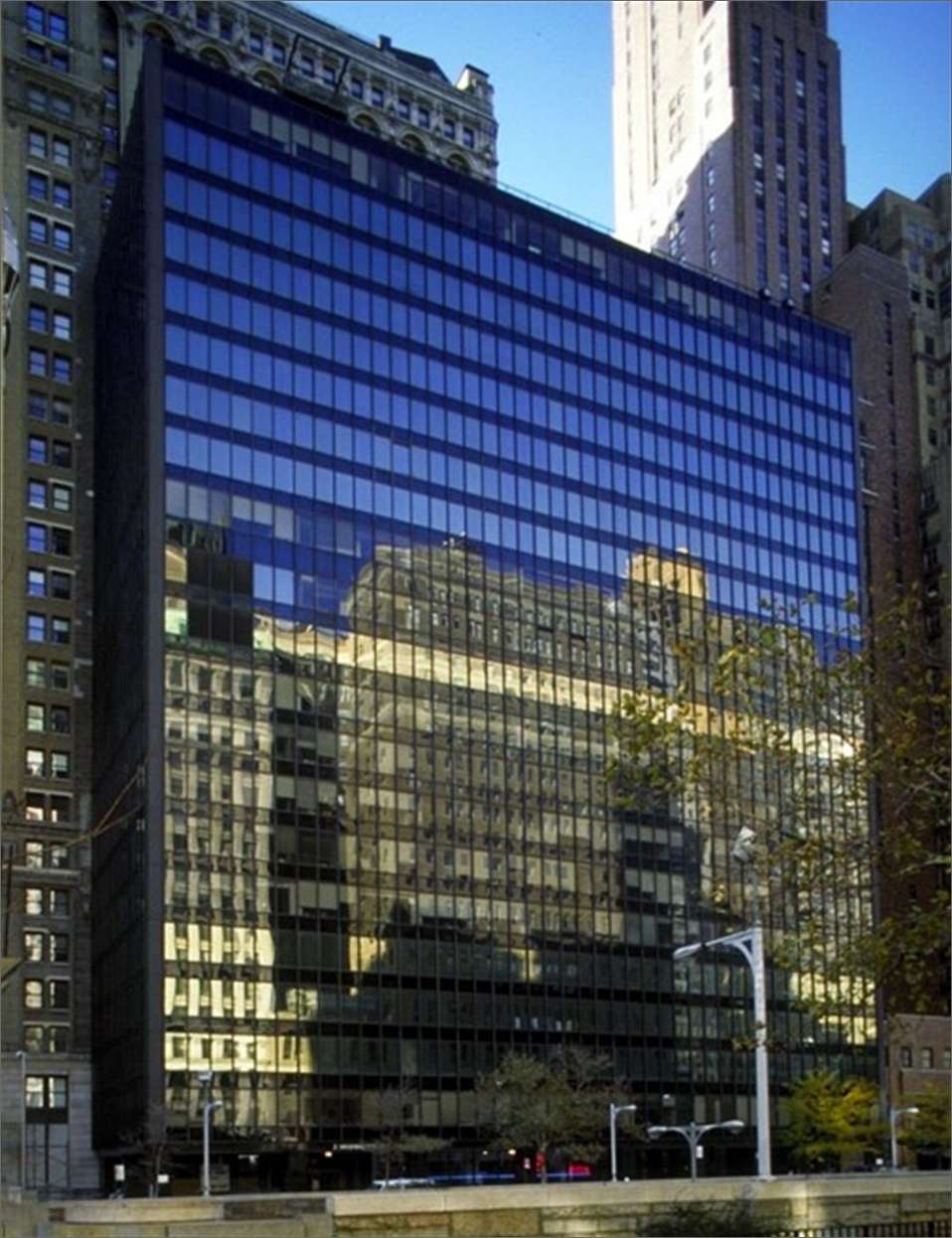
2 Washington Street

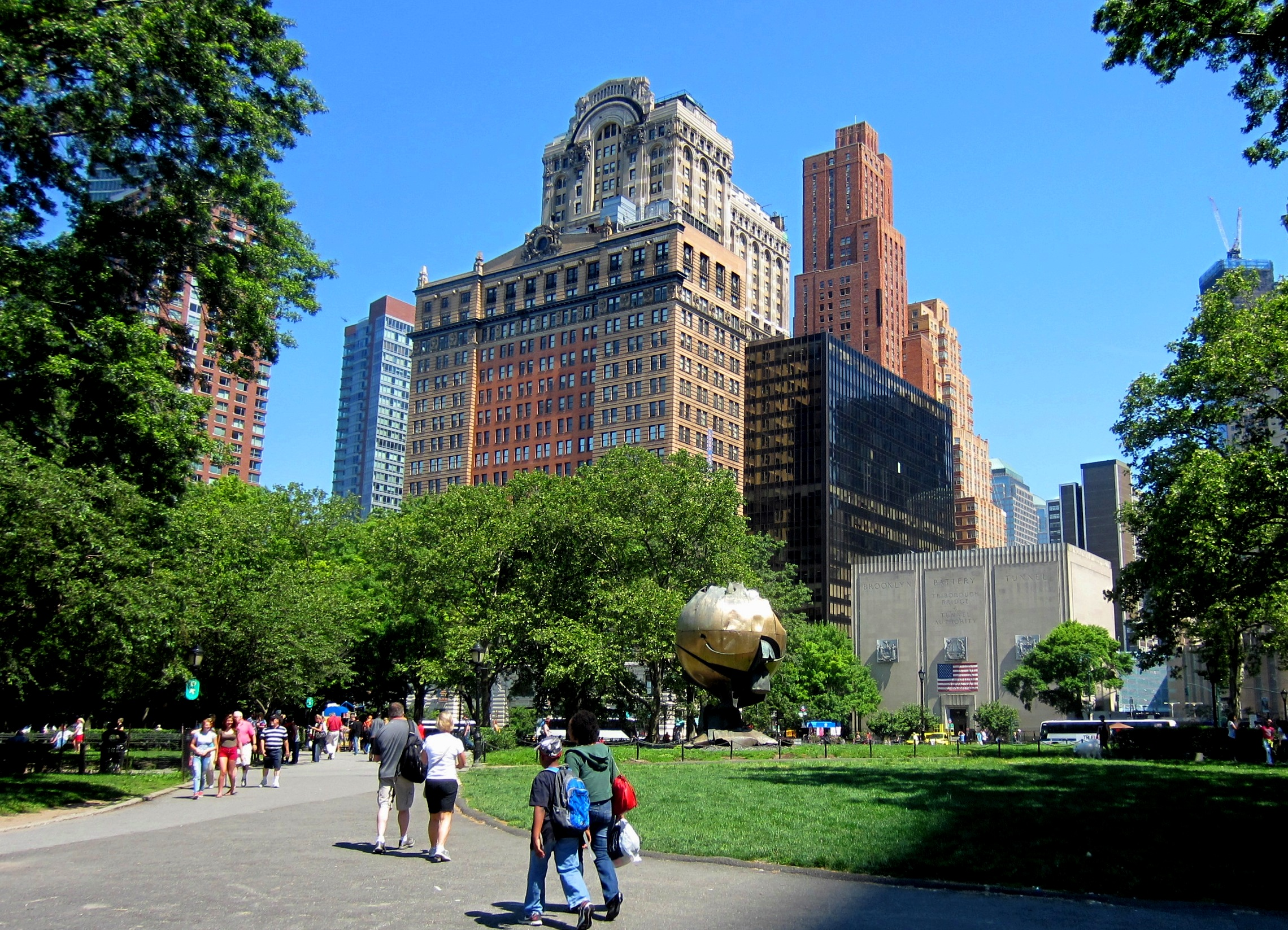
Alle drei Gebäude auf einem Blick

Am 17. Oktober 2000 wurden die beiden historischen von 1902 bis 1910 erbauten Gebäude von der Landmarks Preservation Commission als erhaltens- und schützenswertes Baudenkmal in New York eingestuft.